# باري ماغيري (لاعب كرة قدم)
باري ماغيري (بالإنجليزية: Barry Maguire)‏ هو لاعب كرة قدم بريطاني، ولد في 27 أبريل 1998 في بلزهيل ‏ في المملكة المتحدة. لعب مع نادي ماذرويل.

## وصلات خارجية
- باري ماغيري على موقع قاعدة بيانات كرة القدم.إي يو (الإنجليزية)
- باري ماغيري على موقع Soccerbase.com (لاعب) (الإنجليزية)
- باري ماغيري على موقع Soccerway.com (الإنجليزية)
- باري ماغيري على موقع عالم كرة القدم.نت (الإنجليزية)